# Голдберг, Ирма
Ирма Голдберг (род. в 1871 году) — химик-органик, известна как одна из первых женщин-химиков, сделавших самостоятельную научную карьеру, и одна из немногих женщин, чьим именем названа химическая реакция — реакция Голдберг (1906 г.).
Родившись в Москве, в 1890-х гг. она переехала в Женеву изучать химию в Университете Женевы, где она начала научную карьеру в группе Фрица Ульмана. Ее ранние научные исследования были посвящены развитию процесса извлечения серы и фосфора из ацетилен. Она активно изучала и являлась соавтором статьи по использованию меди в качестве катализатора при получении фенильного производного тиосалициловой кислоты — процесса, позднее названного реакцией Ульмана. Предложенная модификация процесса заметно расширила его области применения и оказалась особенно полезной в лабораторных условиях. Вместе со своим мужем, Фрицем Ульманом, она продолжала исследования в этой области.
Ее собственные исследования и исследования, проводимые совместно со Фрицем Ульманом, также внесли важный вклад в развитие промышленного производства синтетических красителей в Германии.